# セネガンビア国家連合

セネガンビア国家連合
Confédération de Sénégambie (フランス語)
Senegambia Confederation (英語)

セネガンビア国家連合の位置

セネガンビア国家連合（セネガンビアこっかれんごう、フランス語: Confédération de Sénégambie、英語: Senegambia Confederation、またはセネガンビア連邦）は、西アフリカにかつて存在した国家連合である。20世紀後半に、セネガルとガンビア（ほぼ完全にセネガルに囲まれている）の間で結成された緩やかな国家連合であった。
1981年7月30日、ガンビアで発生したクーデターに、セネガルが軍隊を派遣して鎮圧した。その後、セネガルとガンビアの両国の間で1981年12月12日に締結された協定に基づき、1982年2月1日にセネガンビア国家連合が発足した。連合は両国間の協力を促進することを目的としていたが、ガンビアが統合に向けたさらなる進展を拒否したため、1989年9月30日にセネガルが連合解消を宣言した。なお、このセネガンビア国家連合は、歴史的な地理概念であるセネガンビアとは別のものである。

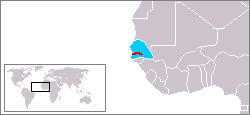
セネガル
ガンビア

## 背景

### 前史
セネガンビアという政治単位は、同地域でのフランスとイギリスの植民地獲得競争によって生まれた。両国の対立は16世紀末に始まり、両国の商人がこの地に交易拠点を設立することで本格化した。フランスはセネガル川流域とヴェルデ岬地域に、イギリスはガンビア川流域に貿易の中心を置いた。やがて欧州諸国の交易活動が活発化するとともに、セネガンビアはすぐに大西洋三角貿易のアフリカにおける主要拠点となった。欧州の商人は金、象牙、奴隷と引き換えに工業製品を持ち込み、交易が盛んに行われた。
18世紀には英仏間の戦争が相次ぎ、両国のセネガンビアの交易拠点はすぐに軍事的な標的となった。七年戦争の期間中、アメリカ商人トーマス・カミングがイギリスの南部担当国務大臣ウィリアム・ピットに進言し、セネガルにおけるフランスの拠点を占領する遠征軍を派遣させた。作戦が成功すると、イギリスは占領地域をセネガンビア王冠植民地として形成した。しかし、この統治は長く続かず、1779年に崩壊した。当時、イギリスはアメリカ独立戦争に忙殺されており、その隙にフランスはサン＝ルイを奪還し、ガンビア最大のイギリス商館を破壊した。最終的に、1783年にイギリスがアメリカ独立戦争で敗北した後、セネガンビア王冠植民地は正式に解体された。
ヴェルサイユ条約（1783年のパリ条約とともに締結され、アメリカ独立戦争を正式に終結させた）によって、フランスとイギリスの間で勢力均衡が図られた。この条約により、サン＝ルイ、ゴレ島、セネガル川流域はフランスに返還され、ガンビアはイギリスの支配下に残された。1860年代から1870年代にかけて、両国がセネガンビア地域を統一するために、フランスが他の西アフリカの領土とガンビアを交換する土地取引案が提案されたが、最終的に交換は行われなかった。その後も両国は競争的に統治を続けたが、正式な国境線はしばらく画定されなかった。1889年、フランスは現在のセネガルとガンビアの国境を受諾し、国境付近の交易拠点を撤去することに同意した。
この決定により、後のセネガル（1960年にフランスから独立）とガンビア（1965年にイギリスから独立）は、大きな課題を共有することとなった。それは、両国が文化的価値観を共有しながらも多様性を持つこの地域において、ひとつの国家がもうひとつの国家に事実上囲まれている状態にあり、2つの別々の国をいかにうまく維持するかということである。

### 連合の前兆
セネガルとガンビア両国にとって、「鍵と鍵穴」のような国境は、それぞれの国に独特な国際問題をもたらしてきた。特に貿易や国境管理の面で顕著であった。植民地支配が終わった後、セネガル政府はフランス製品を優遇する貿易障壁を維持していた一方で、ガンビアはほぼ貿易障壁を設けていなかった。この相反する貿易政策が国境付近で闇市を活発化させ、ガンビア経由で安価な工業製品がセネガルに流入するようになった。同時に、ガンビア側にも輸出品の流出という問題が発生した。セネガル政府は、落花生農家向けに後払い制度を導入した。農家が収穫物を政府に売却すると、「チット（chit）」と呼ばれる引換券を受け取り、3か月後に現金化できる仕組みだった。しかし、セネガルからの支払いを待ちたくない農家は、商品をガンビアの首都バンジュールに密輸し、ガンビア政府からすぐに現金払いを受けるようになった。両国にとってさらに大きな問題だったのは、この地域における暴動の広がりやすいことであった。国境を挟んで共通の民族コミュニティが存在しており、一方の国でクーデターが成功すると、他方の国でも同調者が現れ、両国の民主政権に危険が及ぶ可能性がある状況が続いていた。
この懸念は、1981年にガンビアでクーデター未遂が起こったことで現実となった。1981年7月29日、大統領ダウダ・ジャワラが外遊中、社会主義革命労働党と国軍内左派グループを中心とした国家革命評議会によるクーデターが起こった。このクーデター未遂は十分に組織化されておらず、すぐに崩壊したが、反政府勢力が多くの犯罪者を刑務所から解放し、彼らが暴動に加担することを期待して武装させたため、ガンビアでは不安定さと暴力が長期化する結果となった。既存の防衛協定に基づき、ジャワラ大統領はクーデター鎮圧のためにセネガルに支援を求めた。セネガル政府は迅速に対応し、数百人、あるいは数千人にまで渡る兵士を派遣して反乱を鎮圧した。この強硬な反応は、セネガルが自国の安全保障を懸念していた故の可能性が高かった。当時、セネガルは親欧米側の立場をとっていたことで、他のアフリカ諸国との緊張を引き起こし、隣国がガンビアやカザマンス地域（ガンビア国境の南に位置するセネガルの地域）の分離独立派、あるいは他の反政府グループを利用してセネガル政府を不安定化させる可能性があると恐れていた。具体的には、クワメ・エンクルマのガーナ、ムーサ・トラオレのマリ、セク・トゥーレのギニア、ジョアン・ヴィエイラのギニアビサウ、そしてムアンマル・アル＝カッザーフィーのリビアが脅威となった。セネガル政府はいくつかの危険性を推測していたが、1980年代後半にはモーリタニアとの国境で小競り合いが発生した。
ガンビアでのクーデター未遂の後、ガンビア政府は自国の治安部隊が政治的動乱を防ぐには不十分であることに気づいた。この地域の治安を維持することは、ますます難しくなっていった。以前、ガンビアはまともな軍隊を持たず、代わりに警察の力に依存していたが、その後、独自の軍隊を設立し始めた。それにもかかわらず、ガンビア政府は自国の立場を強化する必要性を感じ、セネガルとの連携を支持し始めた。この見通しは、セネガルでも再注目を引き起こした。セネガルの初代大統領レオポール・セダール・サンゴールは、ネグリチュード（パン・アフリカ主義の文学的・思想的社会主義運動）の「三人の父」の一人であり、中心的存在だった。この運動は、アフリカのディアスポラ全体に共通の文化を受け入れるよう呼びかけた。サンゴールのネグリチュードへの信念は、セネガルとガンビアの統一の可能性に影響を与え、統一は自然な流れで実現するという考えを促した。実際、セネガルとガンビアはすでに1960年代に国連の報告書を委託し、両国の統一に関する実現可能な計画や利点を調査していた。

## 連合

### 統一と初期の問題
1981年12月、セネガルとガンビアは国家連合を形成する協定に調印し、1982年2月1日に正式にセネガンビア国家連合が発足した。両国は軍隊・治安部隊・経済・通貨制度を統合することに合意したが、政治的にはそれぞれ独自の内閣を維持しつつ、連合政府のもとで権力を共有し、大統領はセネガル人、副大統領はガンビア人が務めることとなった。この連合は短期的には相互の安全保障を目的とした現実的な統合だった。セネガル政府は、ガンビアやカザマンス地方での反乱がセネガル国内の不安定要因となることを懸念していた。1981年のクーデター未遂の結果、両国の指導者はこの地域で進行していた統一構想の推進に向けて動いた。
しかし、セネガンビア国家連合に関しては、初期の段階から問題が存在した。連合は多くの点で「ほぼ儀礼的」なものとなり、両国ともその条件に満足しなかった。HughesとLewisは、セネガンビア分析の中で統一が失敗する要因を多数挙げているが、この連合も同様の問題を抱えていた。統合過程の全体において、主な支持層は両国政府と社会エリート層であったが、セネガル国民もガンビア国民も統合にはあまり関心を示さなかった。さらに、ガンビア政府（およびガンビア国民）は、セネガルに飲み込まれることで自国の権力とアイデンティティを失うのではないかと懸念し始めた。

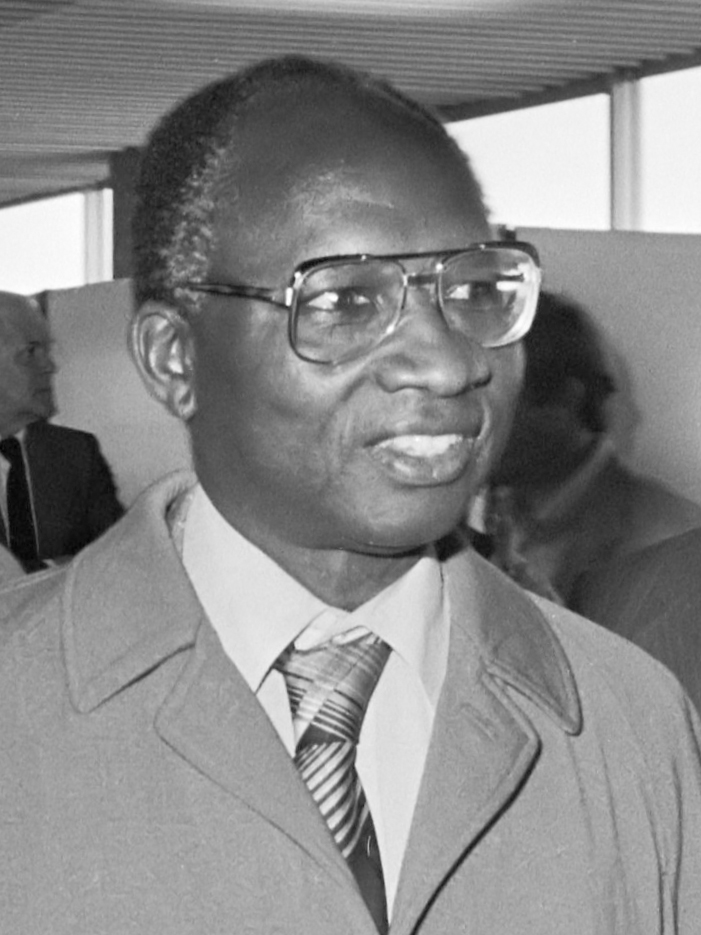
ガンビア大統領ダウダ・ジャワラ

初期の問題の一つは治安部隊の統合だった。ガンビアには依然として軍隊がなく、ジャワラ大統領は当初こそ連合を支持していたが、ガンビア軍の創設には消極的だった。セネガル政府は、ガンビアの安全保障を単独で担うことを避けたかったため、ジャワラ大統領に独自の軍隊を組織するよう圧力をかけざるを得なかったと考えられる。1983年、ガンビアはガンビア国軍と国家憲兵隊をもって、ついに軍隊を創設した。そして、これらの新軍隊の一部は、3分の2がセネガル人、3分の1がガンビア人の兵士で構成されるセネガンビア連合軍の一部となった。しかし、ガンビア政府はセネガルの軍事支出に見合う多額の軍事投資を渋ったため、連合軍はセネガル主導の体制となり、ガンビアは従属的な立場に留まった。その結果、空港や港湾、さらにはジャワラ大統領自身の警護もセネガル軍が担当することになった。このため、皮肉にも野党勢力からは「連合がガンビアの国家主権と経済を脅かしている」と批判されることとなった。

### 経済問題をめぐる対立の拡大と崩壊
最大の対立は経済問題に関するものだった。アーノルド・ヒューズによれば、ガンビアには主に二つの懸念があった。一つは完全な経済統合への消極性、もう一つはセネガルが連邦制ではなく一元的なセネガンビア国家を目指すのではないかという心配であっあ。一般的に、両国の経済政策は大きく異なっていた。セネガルは伝統的に中央集権的でほぼ重商主義経済を採用していたのに対し、ガンビアは自由貿易と低関税を基盤としていた。1984年1月、セネガルは関税と通貨の統合を提案したこれは、連合を経済的に統一した国家へと発展させる狙いがあった。セネガル政府は、ガンビアの再輸出貿易を抑制し、セネガル本土と南部地域を結ぶトランスガンビアン高速道路と橋を建設することを望んでいた。ガンビアは関税同盟に反対し、当初は通貨同盟にも反対していた。ガンビア政府は、トランスガンビアン高速道路と橋の建設を主権への脅威と見なし、またガンビア川のフェリー事業やセネガル南部との貿易から得られる収益の喪失を懸念していた。結局、連合の存続期間中にセネガルとガンビアは協力よりも経済競争を続けていた。
緊張の高まりは、次第に連邦を弱体化させていった。関税と通貨の統合の実施に向けた話し合いは、セネガル政府の不満を招き、停滞を続けた。1986年初頭、経済危機と外貨不足に直面したガンビアは、セネガルが使用する西アフリカCFAフランの導入を検討し始めたように見えた。セネガルは、西アフリカ通貨同盟の加盟資格をセネガンビア国家連合に移行することで、セネガルとガンビアの両国が自動的に加盟国となる案を提示した。しかし、ガンビアはこれを拒否し、独立国としての西アフリカ通貨同盟への加盟を要求した。こうした意見の相違の結果、関税と通貨の統合の実現しなかった。さらに1987年頃、セネガルのアブドゥ・ディウフ大統領が演説で「ガンビアは歴史の偶然によって生まれた国だ」と発言し、ガンビア国民を大いに怒らせた。
最終的に、連邦大統領職の交代をめぐる対立が激化した。1989年8月、セネガルはモーリタニアからの脅威を受け、一方的にガンビアに駐留していた軍隊を撤退させた。ガンビアは自国の利益が守られていないと感じ、連合解消に向けた法的手続きを開始した。1989年8月23日、セネガルのディウフ大統領は、関税統合の協議が進展しないことを理由に、連邦を解消するのが最善であると判断した。こうして8年間続いたセネガンビア連邦は幕を閉じた。当時のアフリカにおいて、最も長く続いた国家連合の一つだった。

### 遺産
ガンビアでは、連合解体による経済への影響はほとんどなかったが、政治や治安には大きな変化をもたらした。セネガル軍が撤退したことで、ガンビア政府は初めて自国の軍だけに依存することになった。しかし、ガンビア軍は既に内部分裂が起こっており、贔屓の横行やその他の問題で不満が高まっていた。これらの問題は、結果としてガンビア兵による度重なる反乱を引き起こし、最終的にはヤヒヤ・ジャメによるクーデターが起こり、ジャワラ政権が崩壊した。
セネガルでは、連合解体によってカザマンス地方の生活環境が悪化した。この地域は連合の経済的恩恵を受けていたため、状況の悪化が過激派分離独立主義者、とりわけカザマンス民主勢力運動（MDFC）の勢力拡大を助長し、最終的にカザマンス紛争の勃発につながった。1994年にジャメが政権を握ると、ガンビアはMDFCに対して大規模な支援を行うようになった。
連合崩壊後も闇市と大規模な密輸は続き、1990年にはガンビアの落花生市場の20%がセネガル産の密輸品だったと推定されている。こうした密輸はMDFC反乱軍の主要な資金源の一つとなった。さらに、2020年にはガンビアがローズウッドの世界5大輸出国の一つとなったが、その背景には、2010年代に国内の資源がほぼ枯渇していると宣言したにもかかわらず、カザマンスから違法に伐採・密輸された木材が流通していたことがある。

## 政治

### 政府

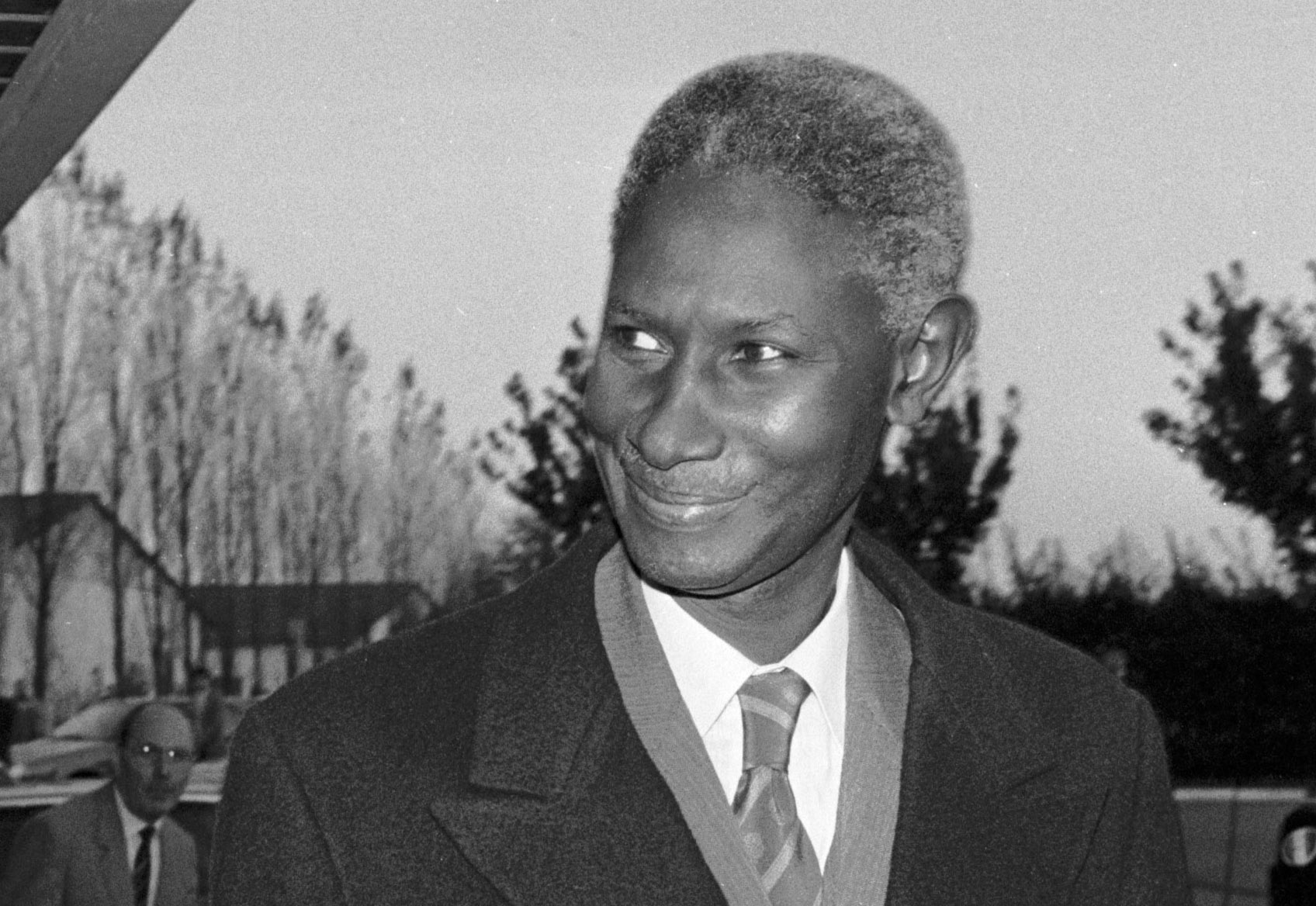
セネガンビア国家連合の大統領であるアブドゥ・ディウフ（1988年）

セネガルとガンビアはそれぞれ独自の国家政府を維持しつつも、セネガンビアとして連合内閣が設立された。1981年の協定により、大統領は常にセネガル人、副大統領はガンビア人が務めることが定められた。両国は国防と外交政策の調整に合意し、連合議会および常設事務局も設置された。連合議会は1984年から毎年1か月間開催され、セネガンビア常設事務局は両国間の合意事項の実施を担った。

### 軍隊
セネガンビア国家連合は、連邦軍、セネガル軍、ガンビア軍の3つの軍を基盤としていた。セネガル軍とガンビア軍は各国の独立した軍隊として維持されたが、連邦軍は1983年から1984年に統合部隊として編成された。軍は3分の2がセネガル兵、3分の1がガンビア兵で構成されており連合内のどこにでも展開可能であった。ガンビアでは連邦軍がすぐに評判の高い地位を得た。理由の一つとして、セネガルの生活費がガンビアより高く、セネガル軍の給与水準がガンビア軍より高かったことがある。そのため連邦軍の給与もセネガル基準に調整され、連邦軍に所属するガンビア人兵士の給与はガンビア軍より高かった。連邦軍は、訓練水準に関してもガンビア軍よりも高かった。そのため、ガンビア人にとって連邦軍の職は非常に魅力的なものとなった。しかし、この状況を利用して選考官が贔屓や汚職を行う問題が発生した。それでも、ガンビアは連邦軍に対する資源や人員の投資でセネガルに及ばなかったため、連邦軍は常にセネガル主導の組織となった。